# ジブラルタル・ナショナルリーグ
ジブラルタル・ナショナルリーグ（英: Gibraltar National League）は、ジブラルタルのサッカーリーグにおけるトップディヴィジョンである。

## 歴史
新リーグの噂は、2018年にジブラルタルサッカー協会が2018-19シーズンのジブラルタル・プレミアディヴィジョンのリーグ規約において、プレミアディヴィジョンとセカンドディヴィジョンを統合し、1部制とする計画を発表したことから始まった。 2019年8月1日、ジブラルタルサッカー協会はジブラルタルの国内サッカー再編の詳細と、16クラブが参加する新リーグの形式を確認した。その後、ジブラルタル・フェニックスFC、ジブラルタル・ユナイテッドFC（財政難によりリーグから除名）、レオFC（解散）がリーグ開始前に撤退し、残りの13クラブでリーグ戦スタートしたが、9月11日、FCオリンピック13が第1節と第2節を選手不足を理由に試合を放棄したため国内ライセンスを剥奪、リーグから除名となり、結局12クラブによるリーグ戦となった。
ジブラルタル・ナショナルリーグの最初のシーズンである2019-20シーズンは、新型コロナウイルス感染症の流行の影響で打ち切りとなり、その後、ジブラルタルサッカー協会によってシーズンが無効とされたため、チャンピオンなしとなった。

## リーグ形式
1回戦総当たりのリーグ戦を行い、その順位によって「上位リーグ（チャンピオンシップグループ）」と「下位リーグ（チャレンジグループ）」の2リーグに分割し、再度それぞれのグループ内での1回戦総当たりのリーグ戦によって最終的な順位を決定する。チャンピオンシップグループ1位にはUEFAチャンピオンズリーグ予備予選の出場権が、2位・3位にはUEFAヨーロッパカンファレンスリーグ予選の出場権が与えられる。また、チャレンジグループ1位には「GFAチャレンジトロフィー」が授与され、翌シーズンのロック・カップ2回戦への出場権が与えられる。

## 2022-23シーズン所属クラブ
| クラブ名                     | 2021-22順位 |
| ---------------------------- | ----------- |
| ブルーノズ・マグパイズ       | 4位         |
| カレッジ1975                 | 8位         |
| エウロパ                     | 2位         |
| エウローパ・ポイント         | 10位        |
| グラシス・ユナイテッド       | 5位         |
| リンカーン・レッド・インプス | 1位         |
| ライオンズ・ジブラルタル     | 11位        |
| リンクス                     | 9位         |
| マンチェスター62             | 7位         |
| モンス・カルペ               | 6位         |
| セント・ジョセフス           | 3位         |

## 歴代優勝クラブ
| シーズン | チャンピオンシップグループ | チャンピオンシップグループ | チャンピオンシップグループ |
| シーズン | 優勝                       | 準優勝                     | 3位                        |
| 2019-20  | エウロパ                   | セント・ジョセフス         | リンカーン                 |
| 2020-21  | リンカーン                 | エウロパ                   | セント・ジョセフス         |
| 2021-22  | リンカーン                 | エウロパ                   | セント・ジョセフス         |
| 2022-23  | リンカーン                 | エウロパ                   | ブルーノズ・マグパイズ     |